# Paludamentum

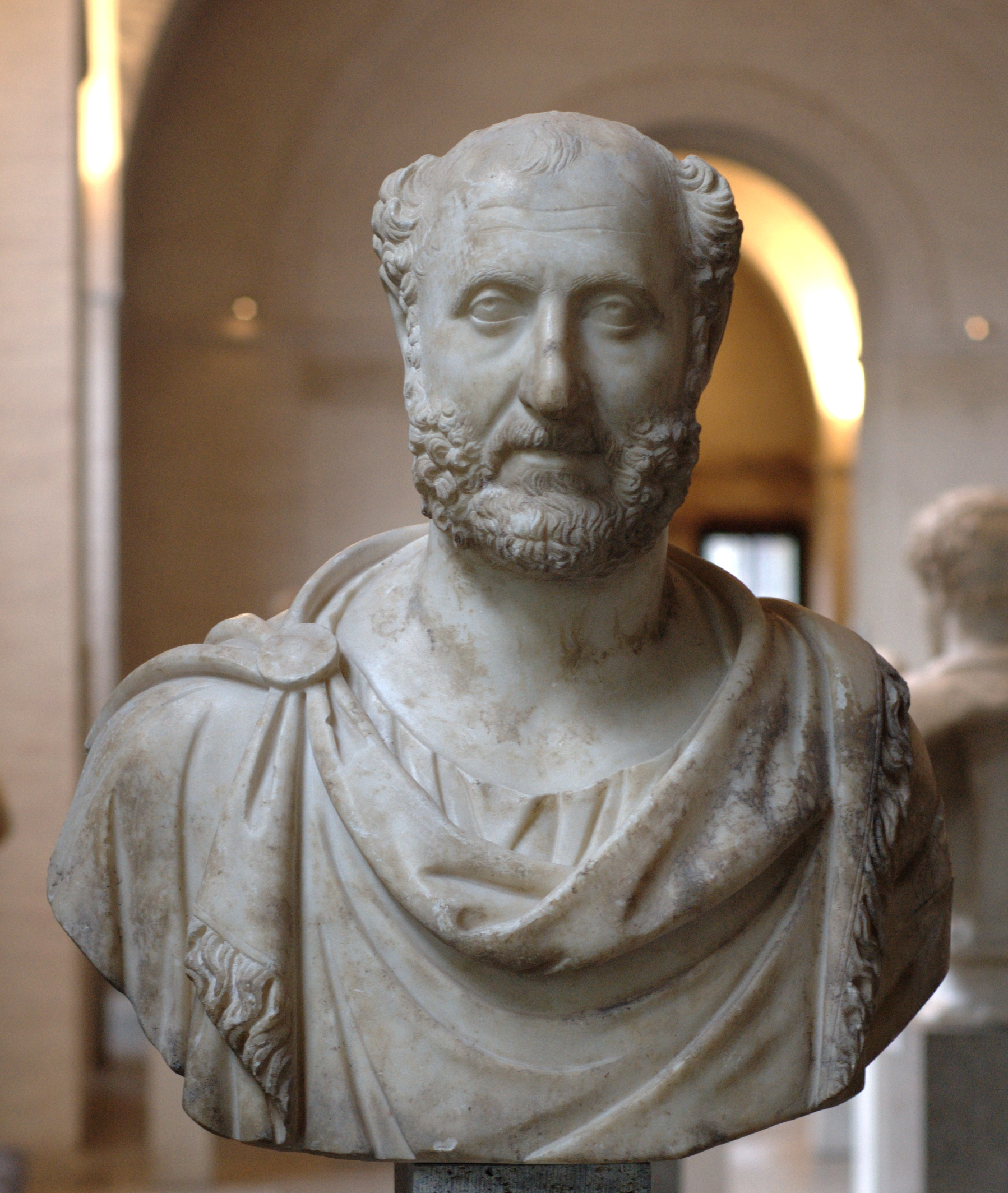
Buste van een Romeins veldheer met pantser en paludamentum (ca. 200 v.Chr., Glyptotheek van München).

Het paludamentum, dat volgens Varro en Festus oorspronkelijk elke militaire decoratie beduidde, was de mantel gedragen door een Romeins legeraanvoerder (veldheersmantel), zijn voornaamste officieren en persoonlijke assistenten, ter onderscheiding van het sagum (soldatenmantel) die de milites gregarii (gewone soldaten) droegen of de toga die Quirites (Romeinse burgers) droegen.
Het was de gewoonte dat een Romeins magistraat, nadat hij het imperium van de Comitia Curiata had ontvangen en zijn geloften had afgelegd op het Capitool, uit de stad trok gehuld in het paludamentum vergezeld door zijn lictores in dezelfde dracht. En hij kon de poorten van de stad niet terug doorgaan totdat hij zichzelf formeel had ontdaan van dit embleem van de militaire macht. Dit was een zodanig plechtige en onmisbare ceremonie dat zelfs de keizers zich aan deze ceremonie onderwierpen. Vandaar ook dat Cicero verklaarde dat Verres had gezondigd "contra auspicia, contra omne divinas et humanas religiones" ("tegen de auspicia, tegen alle goddelijke en menselijke taboes"), omdat hij, na het verlaten van de stad in zijn paludamentum (cum paludatus exisset), heimelijk in een draagstoel was teruggekeerd om zijn maîtresse te bezoeken. De meeste keizers (o.a. Caracalla) lieten zich op munten afbeelden met het paludamentum. Vanaf de 7e eeuw lieten Byzantijnse keizers zich echter niet langer meer met het militaire paludamentum, maar wel met de "burgerlijke" chlamys op munten afbeelden.
Het paludamentum was vooraan open, reikte tot aan de knieën of een beetje lager, en hing losjes over de schouders, bevestigd over de borst met een fibula. Het paludamentum werd vergelijken of zelfs gelijkgesteld met de Grieks chlamys. Nonius Marcellus was van mening dat de twee termen synoniemen waren, en Tacitus vertelt ons hoe de prachtige door Claudius georganiseerde naumachia door Agrippina werd bekeken gekleed in een chlamyde aurata ("gouden chlamys"), terwijl Plinius en Cassius Dio die hetzelfde verhaal verhalen respectievelijk de termen paludamento aurotextili ("met goud doorstikte paludamentum") en χλαμύδι διαχρύσῶ ("met goud doorstikte chlamys") gebruiken.
Het was meestal karmijnrood, scharlakenrood of purper van kleur, maar kon somtijds ook wit zijn. Het werd dan ook herinnerd dat Crassus op de morgen van de fatale slag bij Carrhae een donkerkleurige mantel droeg.